# Howiłów Mały
Howilów Mały (ukr. Малий Говилів, Małyj Howyliw) – wieś na Ukrainie w rejonie czortkowskim należącym do obwodu tarnopolskiego. 
W II Rzeczypospolitej wieś w powiecie trembowelskim w województwie tarnopolskim.
W latach 1944–1945 nacjonaliści ukraińscy z OUN-UPA zamordowali tutaj 6 Polaków.
Do 2020 w rejonie trembowelskim.